# Ramón Lorenzo Romay
Ramón Lorenzo Romay i Jiménez de Cisneros (Betanzos (Galícia), 9 d'agost, 1764 - Madrid (Castella), 23 de maig, 1849), marí espanyol, Capità General de l'Armada i Director General de la mateixa a mitjans del segle xix.
Va centrar plaça de guàrdia marina al departament del Ferrol el 1780. Els seus ascensos fins al 1794 van ser com segueix: alferes de fragata, el 1782; alferes de navili, el 1784; tinent de fragata, el 1789, i tinent de navili, el 1794: Amb aquestes classes va navegar deu anys a Europa i dos a Amèrica. Assistir a les expedicions de 1783 i 1784 contra la plaça d'Alger, manades per Antonio Barceló, i a tots els atacs que es van donar a aquesta plaça i llanxes canoneres enemigues.
Als anys de 1793 i 1794, trobant-se d'ajudant de l'escola manada per Francisco de Borja, va sortir de Cartagena al trencament de la guerra amb la República francesa; dirigint-se al golf de Parma, va capturar l'escaire la fragata de guerra Elena i contribueixo a la crema de la Rinchout; es va apoderar a viva força de les illes de Sant Pere i Sant Antíoc. Va passar després a l'esquadra de Juan de Lángara, amb què va assistir a la defensa de la plaça de Roses, bloqueig de Santa Margarita i altres operacions fins a la pau de Basilea.
Va passar l'esquadra a càrrec de Luis de Córdova, i a la seva sortida de Cartagena per a l'oceà, el febrer de 1797, quan el trencament amb la Gran Bretanya, embarcat al navili Mejicano, es va trobar Romay en el combat naval que la pròpia armada va sostenir amb l'anglesa de l'almirall Jewis sobre el cap de Sant Vicenç, el 14 del mateix mes, i per haver mort el comandant del navili en l'acció i resultar ferit el segon comandant, Romay, com a oficial més antic, es va possessionar del comandament, va prosseguir el combat i les altres operacions que es van seguir. Reorganitzada l'esquadra al comandament de José de Mazarredo, va quedar Romay d'ajudant del general Antonio de Córdoba, i amb ell va assistir a rebutjar els atacs dels anglesos, fins que se li va conferir el comandament de la corbeta Infante Don Carlos.
Des d'aquesta època fins a 1814 va ascendir a capità de fragata el 1809; a capità de navili, el 1811, i a brigadier, el 1814. Va sortir a campanya el juny de 1809 i va seguir la marxa de l'exèrcit de l'esquerra, distingint-se en diverses ocasions, per la qual cosa va ser ascendit a capità de fragata. Capità de navili un any després, va seguir la campanya trobant-se en l'atac i presa de Somoza, a la batalla d'Espinosa de los Monteros, a les tres de Lugo, a la de Santa Marta de Tera i al febrer de 1811 va atacar l'enemic a la Bañeza, llançant-lo de les seves possessions i prenent-li 700 presoners, armes i provisions.
Com a coronel va assistir amb el seu regiment a totes les funcions d'armes que van ocórrer al setge d'Astorga, presa de la vila i fort de Tordesillas, fins a l'arribada a Torre-Mancorbo a Portugal. Al comandament d'un bergantí, una goleta i diverses llanxes del país (1813), va assistir, en combinació amb el comodor Coller, al bloqueig i setge de la plaça de Sant Sebastià, fins a la seva rendició. Després va prendre part en la batalla de Sant Marcial, com també en l'atac del riu Nivelle i en la batalla donada als camps de Tolosa (abril de 1814), en què va substituir el comandant general, que va quedar ferit.
Proclamat el règim absolut al retorn de Ferran VII, el descontentament es va manifestar per alguns aixecaments que van ser ràpidament sufocats, i entre ells va ocórrer el de Santiago, capitanejat pel general Porlier i secundat per Romay i altres. L'infeliç Porlier, lliurat pels sergents de les forces que el seguien, va morir a la forca, i Romay i altres compromesos van aconseguir escapar-se i ocultar-se, refugiant-se el primer a Anglaterra. Sentenciat en rebel·lia, se'l va condemnar a ser afusellat per l'esquena i la confiscació dels seus béns.
La revolució de Riego a Cabezas de San Juan i la jura de la Constitució per Ferran VII van permetre a Romay el retorn a Espanya. Per Reial ordre se li va tornar l'ocupació de brigadier, es va encarregar novament del comandament del 6è regiment de marina. Al juny de 1821 va ser nomenat comandant general de la província de Tuy, on es va comportar amb gran mesurament i prudència. El 1823 fou promogut a cap d'esquadra, i, tornat el rei a governar com a monarca absolut.
Romay va tornar a emigrar a Anglaterra, on va patir mil privacions, perquè, va provar i honrat, no comptava amb més peculi que el seu sou. Així va romandre fins al decret d'amnistia donat el 1832.
El 1833 fou nomenat comandant de marina de la província de Bilbao trobant-se al primer setge de la invicta vila pels carlins, i comportant-s'hi, malgrat els seus molts anys, amb gran valentia. El 1836 va ser nomenat comandant general del departament de Cadis, i un mes més tard va obtenir l'ascens a tinent general de l'Armada i la gran creu de Sant Hermenegild. El març va prendre possessió del comandament del departament i estant en ell va ocórrer el pronunciament contra el Gabinet Istúriz, i Romay va presidir la Junta revolucionària d'aquella localitat.
El Govern entrant va nomenar Romay ministre del Tribunal Suprem de Guerra i Marina. El setembre del 1837 va ser jubilat a petició seva, concedint-se la gran creu d'Isabel la Catòlica. Al gener de 1842, el regent va disposar que Romay quedés a caserna, exempt de tot servei. Romay va passar a Madrid per protestar de tal acord, i, després d'alguna lluita, va ser tornat al servei actiu, amb més, al maig de 1843, vicepresident de l'Almirallat, i va ser creada la Direcció General de l'Armada, que va exercir Romay interinament. El 1843 fou nomenat senador del regne. El 1848, en restablir-se la Direcció General de l'Armada, es va reconèixer el dret del general i se'l va nomenar per a aquell elevat lloc, però sense exercici, per la seva impossibilitat física per exercir-lo, nomenant un tinent general com a subdirector que fes els seus treballs. A la seva mort tenia setanta anys de serveis.